# Lacrimosa
Lacrimosa — швейцарський гурт, у склад якого входять Тіло Вольф та Анне Нурмі. Був заснований у листопаді 1990 року як сольний проект Вольфа, до якого в 1994 році приєдналась Анне. На початку свого існування стиль групи можна було охарактеризувати як darkwave, але з виходом їхнього четвертого альбому Inferno вони відійшли від darkwave-стилистики та почали виконувати готичний метал з елементами симфонічного року, які стали переважати в останніх альбомах. 

Основним автором музики та текстів є Тіло Вольф: він написав переважну більшість композицій за винятком деяких пісень англійською та фінською, автором яких є Анне Нурмі.

## Музичний та тематичний розвиток
Перший альбом Lacrimosa, Angst, є дуже похмурим зразком повільної, доволі мінімалістичної музики з домінуванням клавішних і депресивного, іноді лютого та шаленого голосу. У цей ранній період теми, які зачіпалися в текстах і музиці, носили дуже сумовитий характер — страх, безпомічність, самотність, проблеми існування, недосяжність чи мінлива природа кохання, смерть. Приблизного тематичного напрямку гурти дотримувався і в наступних трьох альбомах, Einsamkeit, Satura і Inferno, та з того часу у композиціях все ж з'являються і більш позитивні ноти. З музичної точки зору цей період характеризується переходом на електрогітари та бас-гітари, із усе більшими вкрапленнями рок-звучання до побудованої на клавішних музики першого альбому.
Потім Lacrimosa випускає альбом Stille, жанр якого можна легко визначити як метал, стиль, який вони продовжать використовувати і надалі. Важкі гітари з підтримкою більш помпезних аранжувань для класичних інструментів стали у музиці домінуючими, показуючи її наближення до симфонічного металу гуртів на зразок Therion чи Devil Doll. Тематично чітка вираженість темної сторони людських емоцій зменшена чи навіть зведена нанівець. Альбом Stille містить кілька позитивних композицій. «Stolzes Herz» («Горде Серце») і «Die Strasse der Zeit» («Дорога Часу») є найяскравішими з таких. «Die Strasse der Zeit» описує подорож назад крізь історію, зруйновану війною, жадібністю і тупістю, аж доки герой не знаходить втіху у молодій надії та силі давньогрецької культури — образ, що більше нагадує ідеї Ніцше, аніж депресивні пісні альбому Angst.
Наступний альбом, Elodia, зменшує роль металу, збільшивши натомість обсяги симфонічних класичних аранжувань, записаних цього разу з Лондонським симфонічним оркестром. Подана п'єсою у трьох діях, Elodia концентрується навколо найпопулярнішої у музиці теми, кохання. Та елементи готики все ще присутні, і теми втрат та смерті доволі часто зустрічаються у другій половині «п'єси», яка, тим не менше, закінчується обнадійливо.
Вплив музичного стилю Elodia очевидний на альбомі 2001 року Fassade, котрий увібрав у себе широкий спектр музичного матеріалу, від жорсткого метал-звучання «Liebesspiel» («Любовна Гра») до м'яких клавіш у «Senses» та симфонічних переходів між гітарами та оркестром у титульній пісні альбому, «Fassade». Цей пізній твір, поєднання трьох частин, які на диску є треками 1, 5 і 8, також засвідчує нові тематичні вподобання Lacrimosa. Вони відмовилися від звичного заглиблення до власних емоцій на користі критики сучасного суспільства. Все, однак, закінчується підтвердженням індивідуальності та віддалення героя від суспільства.
Альбом Echos є яскравим свідченням розвитку музичних смаків гурту, оскільки гітарам та інші рок-елементам приділяється все менше уваги, натомість класичні інструменти представлені дуже широко. Оркестрові аранжування відійшли від стандартних симфонічних зразків, які часто зустрічаються у металі, і це чітко показано на першому треку, довгому оркестровому «Kyrie — Overture». Музика на Echos також відображає вплив електроніки та індастріалу, це особливо очевидно у пісні «Ein Hauch von Menschlichkeit» («Доторк Гуманності»). Загалом цей альбом є більш особистим, більш класичним і тихішим за попередні. Тематичних змін небагато, тому що Lacrimosa продовжує досліджувати кохання та пов'язані з ним емоції, додаючи цьому готичного відтінку.
Clamor — Satura (1990–1993).

## Перші альбоми
Історія музичного колективу Lacrimosa починалася як сольний проект Тіло Вольфа в стилі дарквейв. Після запису демо Clamor був записаний і випущений дебютний альбом Angst, витриманий в стилі дарквейв, а потім, у 1992 році, вийшов другий альбом Einsamkeit. Жіночий вокал на першому альбомі належить Юдіт Грюнінг. Альбом «Satura» є першим релізом Lacrimosa, на якому присутні елементи готик-року, в цілому ж він витриманий у жанрі дарквейв. На заголовну композицію був знятий перший кліп групи Inferno (1995)
Четвертий студійний альбом швейцарського готик-метал гурту випущений у 1995 році на власному лейблі Тіло Вольффа Hall of Sermon. Альбом став переломним в історії групи, продемонструвавши остаточний перехід від дарквейв до готик-року і готик-металу, розпочатий ще в попередніх релізах. Починаючи з четвертого альбому, до Тіло Вольфа приєднується Анне Нурмі
У 1998 році виходить подвійний концертний альбом Live. Запис цього матеріалу був проведений під час європейського турне в 11997 році. Розігріваючими групами на цих концертах виступали Darkseed, The Gallery і Secret Discovery.

## Elodia (1999), Fassade (2000–2001)
Альбом Elodia прийнято вважати першою готик-метал оперою і класикою стилю симфоготик-метал. У записі альбому брав участь Лондонський симфонічний оркестр, що стало безпрецедентним випадком для готичної музики. Лірика альбому оповідає про розставання двох закоханих, яких озвучують Тіло Вольф і Анне Нурмі.
Реліз відбувся одночасно на власному лейблі Тіло Вольфа Hall of Sermon і великому німецькому лейблі Nuclear Blast у 2001 році. Усі композиції написані Тіло Вольфом, крім треку «Senses», автором якого є Анне Нурмі.

## Echos та подальші альбоми (2002–2007)
Реліз Echos відбувся 27 січня 2003 року. Усі композиції написані Тіло Вольфом, за винятком «Apart», автором якого є Анне Нурмі.
Lichtgestalt (2005–2006) Є дев'ятим альбомом гурту. Вихід альбому відбувся 2 травня 2005 року в лейблі Hall of Sermon. Lichtgestalt, значною мірою продовжує класичну орієнтацію Echos, та рок-елементи починають повертати втрачені позиції. Наприклад, перша пісня, Sapphire, починається як повільна, майже класична композиція, та приблизно на середині свого звучання містить метал-вставку; ритм пісні зростає, з'являється важкий гітарний риф, а Вольф на кілька хвилин переходить від співу до жорсткого високотонального ґроулінгу. Цей уривок є яскравим прикладом зміни стилю Lacrimosa; цього типу вокалу не було у піснях Lacrimosa з часів Copycat на альбомі 1995 року Inferno, записаного за десять років до цього. Решта пісень є поєднанням стилів попередніх альбомів, з деякими оригінальними елементами, як-от пісня англійською мовою, написана і виконана Анне Нурмі (хоча Вольф виконує її разом з нею), а також більш повільні, депресивніші вставки.
У 2007 році видано новий концертний DVD «Musikkurzfilme», що містив відео з туру Lacrimosa Азією, Південною Америкою та Європою. Там також можна знайти відео процесу зйомки кліпів «Stotzes Herz», «Lichtgestalt» та багато іншого. Диск містить і нову пісню «Intermission».
Sehnsucht (2008–2009). У лютому 2009 на офіційному сайті було оголошено назву нового альбому, а також дата виходу — 8 травня. Пізніше, також в лютому, була показана обкладинка альбому. У березні 2009 на офіційному сайті було опубліковано список пісень альбому, що складається з 10 композицій.
У другій половині березня на офіційному сайті було опубліковано перший 3-х хвилинний уривок з першого треку нового альбому.
2 березня 2010 року на офіційному сайті групи з'явилася інформація про вихід нового альбому, приуроченого до двадцятирічного ювілею колективу. Видання вийшло на двох CD і містить 18 композицій, в числі яких невидані раніше роботи, перші демозаписи 1990 року, а також пісні, написані спеціально для релізу. Вихід альбому відбувся 7 травня 2010. Ювілейний альбом отримав назву Schattenspiel (нім. Гра тіней). Інформація про це, а також обкладинка альбому були представлені 20 березня на офіційному сайті групи. Спочатку треклист альбому мав складатися з 17 композицій, Проте 8 квітня стало відомо про додавання до альбому невиданої версії треку «Copycat».
31 травня 2012 через офіційний сайт Lacrimosa Тіло Вольф повідомив про те, що назвою чергового студійного альбому групи стане «Revolution» (з нім. Революція) . Диск був випущений 7 вересня 2012 року.

## Дискографія

### Повні альбоми
- Angst — 1991
- Einsamkeit — 1992
- Satura — 1993
- Inferno — 1995
- Stille — 1997
- Elodia — 1999
- Fassade — 2001
- Echos — 2003
- Lichtgestalt — 2005
- Sehnsucht — 2009
- Revolution — 2012
- Hoffnung — 2015
- Testimonium — 2017
- Leidenschaft — 2021
- Leidenschaft, Pt.2 — 2022
- Lament — 2025

### Сингли
- Alles Lüge — 1993
- Schakal— 1994
- Stolzes Herz— 1996
- Alleine zu zweit— 1999
- Der Morgen danach — 2001
- Durch Nacht und Flut— 2002
- The Party Is Over — 2005
- Sapphire — 2005
- Kelch Der Liebe — 2005
- Feuer — 2009
- Sellador — 2010

### Міні-альбоми
- Lichtgestalten — 2005
- I Lost My Star — 2009
- Gift — 2010
- Morning Glory — 2013
- Heute Nacht — 2013

### Концертні альбоми
- Live — 1998
- Lichtjahre — 2007
- Live In Mexico City — 2014

### Збірки
- Schattenspiel — 2010

### Демо-альбоми
- Clamor (демо-касета з двома піснями) — 1990

## Відеографія

### VHS
- The Clips 1993 - 1995 — 1995
- The Silent Clips — 1997

### DVD
- The Live History — 2000
- Musikkurzfilme — The Video Collection — 2005
- Lichtjahre — 2007